# José Luis Villanueva
José Luis Villanueva Ahumada (Santiago del Cile, 5 novembre 1981) è un ex calciatore cileno, di ruolo attaccante.

## Palmarès

### Club

#### Competizioni nazionali
- Campionato cileno: 1

Univ. Católica: Clausura 2005
- Copa Chile: 1

Univ. Católica: 2011
- Campionato uzbeko: 2

Bunyodkor: 2008, 2009
- Coppa dell'Uzbekistan: 1

Bunyodkor: 2008